# Biermannia sigaldii
Biermannia sigaldii är en orkidéart som beskrevs av Gunnar Seidenfaden. Biermannia sigaldii ingår i släktet Biermannia och familjen orkidéer.
Artens utbredningsområde är Vietnam. Inga underarter finns listade i Catalogue of Life.